# Павловния Фаргеза
Павло́вния Фаргеза (лат. Paulównia fargesii) — вид растений рода Павловния (Paulownia) семейства Павловниевые (Paulowniaceae).

## Описание
Листопадное дерево до 20 м высотой. Крона коническая. Побеги от пурпурно-коричневого до коричнево-серого цвета с округлыми выпуклыми чечевичками, опушённые со временем оголяющиеся.
Черешок листа длиной до 11 см. Листовая пластинка от яйцевидной до яйцевидно-сердцевидной формы, длиной до 20 и более см. Нижняя сторона листа умеренно опушённая или почти голая, нижняя сторона листа слегка опушённая.
Соцветие — ширококоническая метёлка до 1 м длиной. Чашечка обратноконическая до 2 см диаметром. Венчик белый с фиолетовыми бороздками или полностью фиолетовый, колокольчиковидный, 5,5—7,5 см длиной, опушённый. Тычинки 2—2,5 см длиной.
Плод — эллиптическая или яйцевидно-эллиптическая коробочка. 3—4 см, околоплодник тонкий. Семена продолговатые, диаметром 5—6 мм включая крыло.

## Распространение и экология
Растёт на горных склонах и в лесах на высоте 1200—3000 м. Произрастает и культивируется в провинциях Китая: Гуйчжоу Сычуань Хубэй Хунань и Юньнань, а также во Вьетнаме.